# Misan Haldin
Eyinmisan Edward Ogharanemeye Haldin, conosciuto fino al 2012 con il cognome Nikagbatse, detto Misan (Berlino, 7 luglio 1982), è un ex cestista tedesco con cittadinanza finlandese di origini nigeriane.
Conosciuto con il cognome Nikagbatse, nel 2012 ha deciso di prendere il cognome materno Haldin. Ha giocato in Germania, Grecia ed Italia fino ad oggi. Sua madre è finlandese, mentre suo padre è nigeriano e sua sorella Roli-Ann è una cestista della nazionale tedesca femminile.

## Carriera
Inizia la sua carriera pro nei TuS Lichterfelde, un team satellite dell'ALBA Berlino. Nel 2000 all'Albert Schweitzer, torneo giovanile, è il miglior marcatore della competizione.
Gioca poi con nell'ALBA Berlino ed in Grecia nell'Olympiakos. Tra l'agosto e il settembre del 2002 partecipa ai Mondiali 2002 a Indianapolis con la nazionale tedesca.
Dopo aver fatto parte della Snaidero Udine per metà anno, torna in Germania per giocare nel Mitteldeutscher BC, con cui vince l'EuroCup Challenge.
Nel 2004 si rende eleggibile per il draft NBA 2004, ma non viene scelto.
Torna quindi in Italia, al Roseto Basket, per la stagione 2004-2005. Nell'estate seguente partecipa al suo secondo Europeo, nel quale vince la medaglia d'argento con la Germania.
Inizia la stagione 2005-2006 alla Pallacanestro Cantù, ma a gennaio la società brianzola lo gira alla Sutor Montegranaro in Legadue, dove ai play-off diventa uno degli artefici della storica promozione del club marchigiano nella massima serie. Nell'annata 2007-08 passa invece ai Colonia 99ers, senza però trovare troppa fortuna.
Nell'agosto del 2008 fa il suo ritorno nella Serie A italiana, questa volta tra le file di Napoli: la squadra viene però esclusa dall'imminente campionato. A fine settembre si trasferisce quindi, con l'americano Kaniel Dickens, in Legadue alla neo-retrocessa Pallacanestro Varese. Il 26 aprile 2009 vince il campionato con la società lombarda contribuendo a riportarla nella massima serie.

## Palmarès
- Coppa di Grecia: 1

Olympiacos: 2001-02
- FIBA Europe Cup: 1

Mitteldeutscher: 2003-04